# Lebensborn

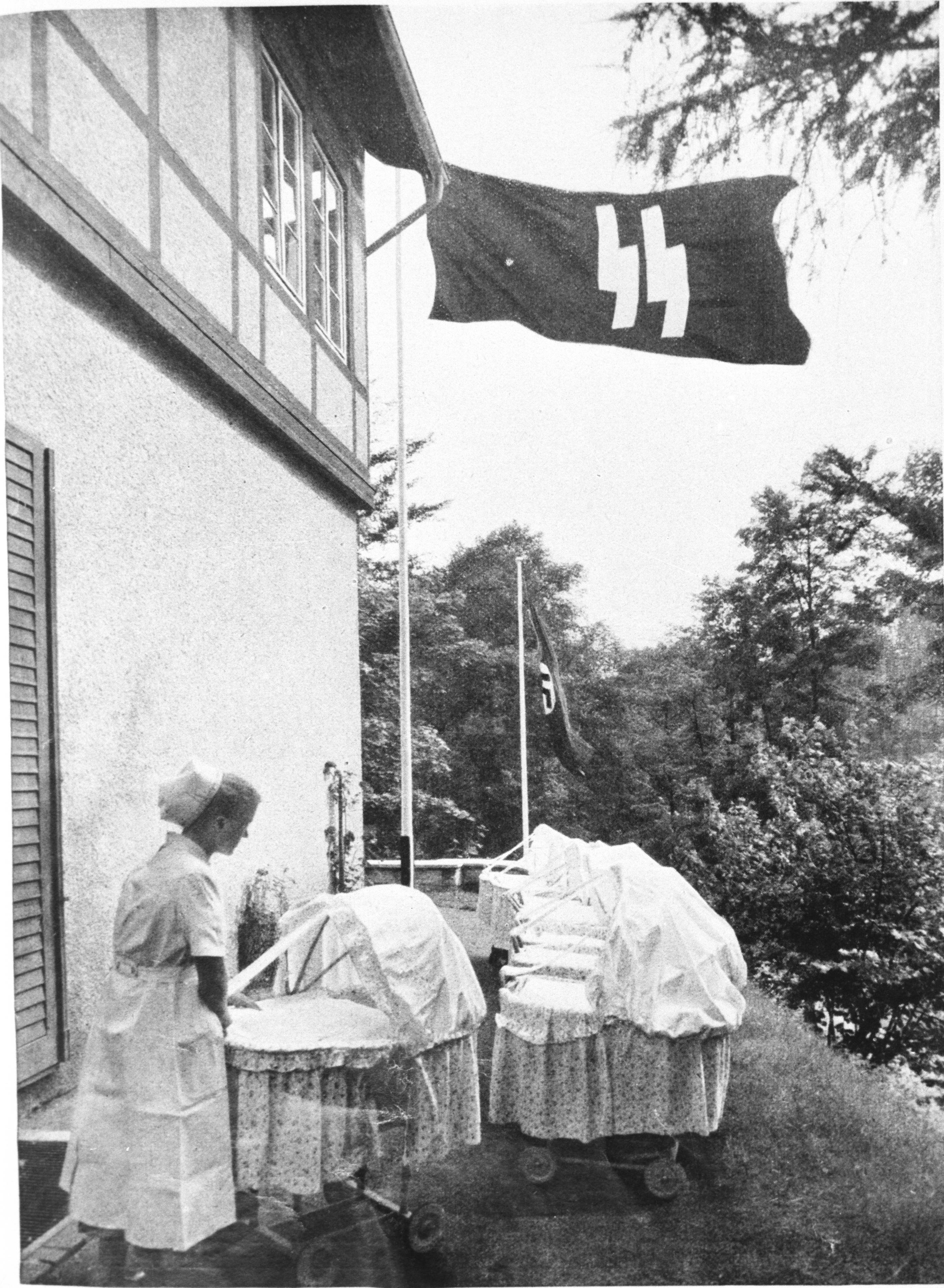
Dzieci urodzone w ośrodku Lebensborn

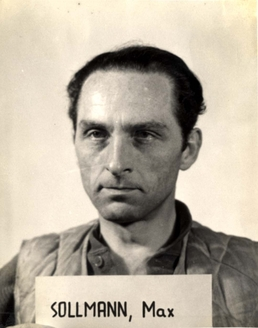
SS-Standartenführer Max Sollmann, szef Lebensborn, oskarżony w procesie norymberskim

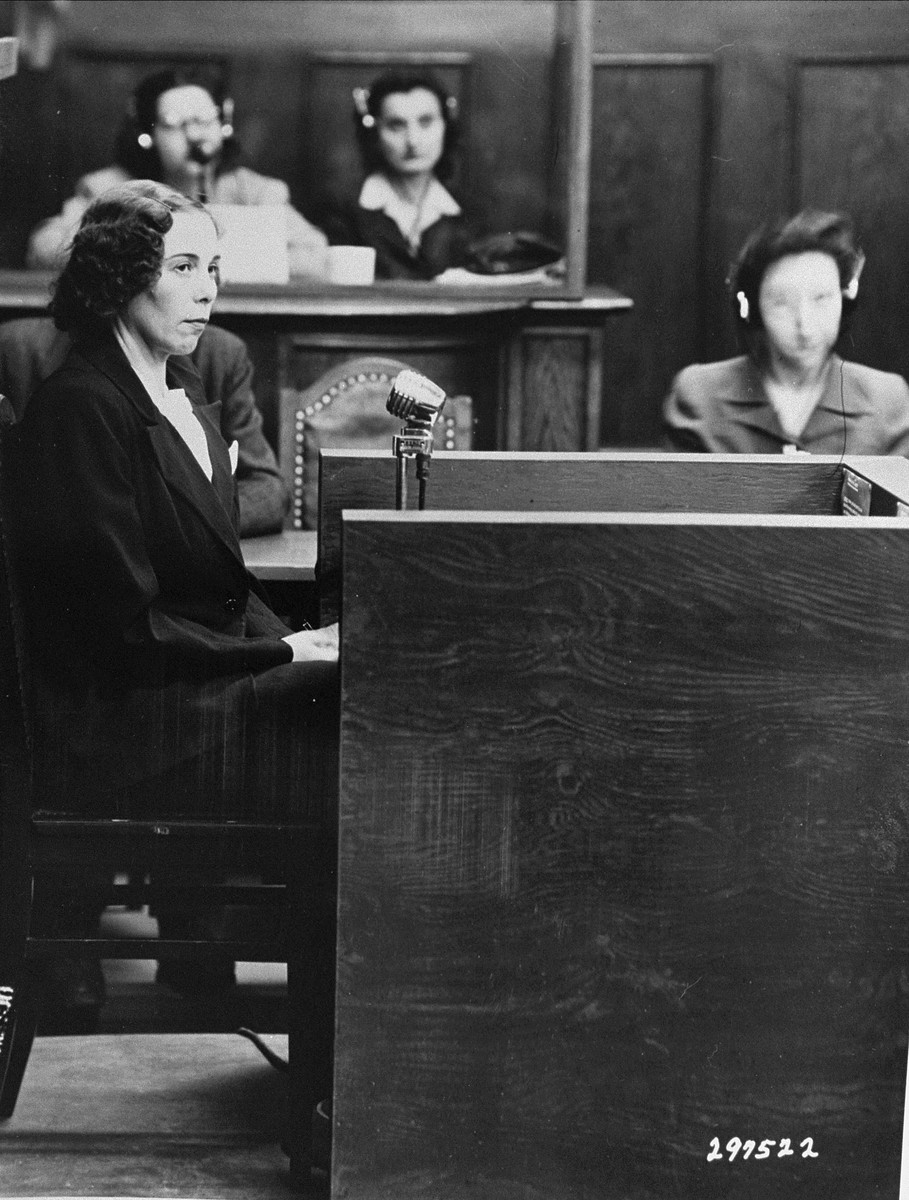
Inge Viermetz uniewinniona podczas procesów RuSHA w 1948 r.

Lebensborn (z niem. „źródło życia”) – instytucja niemiecka oficjalnie funkcjonująca jako opiekuńczo-charytatywne stowarzyszenie „Lebensborn e.V.” (niem. Lebensborn eingetragener Verein, pol. stowarzyszenie zarejestrowane „Źródło życia”), która funkcjonowała w strukturach organizacyjnych SS. Została powołana na mocy rozkazu Reichsführera-SS Heinricha Himmlera w 1936 roku. Statut został przyjęty oficjalnie 12 grudnia 1935. Prezesem stowarzyszenia został Heinrich Himmler.

## Cele i zadania
Lebensborn w założeniach miał stworzyć odpowiednie warunki w sieci swoich ośrodków do „odnowienia krwi niemieckiej” i „hodowli nordyckiej rasy nadludzi” poprzez odpowiednią selekcję kobiet i mężczyzn przeznaczonych do rozmnażania w ramach demograficzno-politycznych założeń nazistowskiej polityki rasowej. Działalność Lebensborn była również próbą zahamowania wzrastającej liczby aborcji prawnie zakazanej w nazistowskich Niemczech, co dla planującej ekspansję militarną III Rzeszy (z punktu widzenia prowadzonej polityki ludnościowej) było zjawiskiem niekorzystnym. Rzeczywisty wpływ na liczbę przeprowadzanych aborcji pozostawał niewielki – w 1938 w Niemczech liczba zabiegów aborcyjnych wynosiła ponad 600 tysięcy rocznie (cały program Lebensborn przyniósł zaledwie kilkanaście tysięcy nowych urodzeń).
Oficjalnie podawane społeczno-dobroczynne cele (określone w paragrafie 2 statutu stowarzyszenia Lebensborn) miały być osiągane poprzez:
- Wspieranie rasowych i wartościowych pod względem dziedziczno-biologicznym wielodzietnych rodzin.
- Opiekę nad rasowo i dziedziczno-biologicznie wartościowymi brzemiennymi, niezamężnymi matkami, które po dokładnym zbadaniu (tzw. „badania rasowe”) przez Lebensborn ich rodzin oraz rodziny reproduktora (np. oficera lub członka niemieckiej policji czy SS) dadzą gwarancję, że spłodzą równie wartościowe potomstwo.
- Umożliwienie matkom urodzenia dzieci, co za pomocą własnych urzędów stanu cywilnego i biur meldunkowych przeprowadzano w tajemnicy. Dotyczyło to również samotnych matek, wydających na świat nieślubne dzieci. W ten sposób kobiety te mogły uniknąć represji bądź zemsty swoich rodaków, jako że często były to kobiety z państw okupowanych przez III Rzeszę i zajmowanych przez Wehrmacht, a zatem spodziewały się dziecka z niemieckim żołnierzem. O ile tylko odpowiadały one rasowym kryteriom SS, wówczas Lebensborn gwarantował im dyskrecję, ochronę, zaś po urodzeniu istniała możliwość oddania do adopcji tzw. „dziecka z okupantem” (niem. „Besatzer-Kind”).
- Opiekę nad matkami oraz ich dziećmi. Łącznie w Lebensborn na świat miało przyjść ok. 6000 dzieci.
- Przyjęcia opiekuństwa odpowiednio do przepisów ustawy Rzeszy o opiece społecznej (niem. Reichsjugendwohlfahrtgesetz, RJWG) – według własnego uznania, co oznaczało umieszczenie w rodzinach SS, które chciały zaadoptować dziecko. W przypadku nieślubnych dzieci opiekę obejmował Lebensborn i sprawował ją w dalszym ciągu, lub podejmowano próby nakłonienia ojca do przejęcia odpowiedzialności za dziecko poprzez skłanianie do zawarcia związku małżeńskiego.

## Struktura organizacyjna
Początkowo Lebensborn działało w Berlinie. Następnie główną siedzibę Lebensbornu przeniesiono do Monachium w Bawarii – była ona wcielona do osobistego sztabu Himmlera. Zarząd Główny na czele którego zasiadał od 11 kwietnia 1940 SS-Standartenführer Max Sollmann (jego poprzednikiem był Guntram Pflaum) posiadał kilkanaście Wydziałów Głównych, z których najważniejsze były:
- Przyjęcia do ośrodka – szefowa Inge Viermetz (1941)
- Główny Departament Prawny – szef SS-Sturmbannführer Günther Tesch
- Departament Zdrowia – szef SS-Oberführer Gregor Ebner
- Pośrednictwo pracy dla matek – szefowa Inge Viermetz (1939–1940)
- Domy opieki i pośrednictwo w adopcji – szefowa Inge Viermetz (1940–1941)
- Sieroty wojenne – szefowa Inge Viermetz (1941)
- Główny Departament A – po reformie obejmujący dotychczasowe wydziały Przyjęcie do ośrodka, Kuratela, Pośrednictwo do placówek opieki oraz w adopcji, statystyka, rejestracja – szefowa Inge Viermetz (1941–1942)

## Domy Lebensborn

### Ośrodki w III Rzeszy i Europie
Pierwszy „dom” otwarto 15 sierpnia 1936 w Steinhöring niedaleko Monachium. Następnie stworzono jeszcze osiem kolejnych domów w „Starej Rzeszy” m.in. w Achern-Baden i Niederaltreich-Oberbayern. Po 1938 r. Lebensborn organizował ośrodki w zajętych krajach – w Austrii – Oberweis, w Belgii (np. ośrodek „Ardeny” w Végimont) oraz we Francji i Norwegii.

### Lebensborn w okupowanej Polsce
Po rozpoczęciu okupacji niemieckiej w Polsce jej teren stał się celem penetracji różnych instytucji niemieckich (oraz struktur wojskowych i administracyjnych), w tym organizacji Lebensborn. Okres aktywnej działalności stowarzyszenia w Polsce rozpoczął się w 1942 r. (jednak próbne ośrodki zakładano już w 1940). Struktury Lebensborn w postaci pełnomocników funkcjonowały przy wszystkich Wyższych Dowódcach Policji i SS (niem. Höhere SS und Polizei Führer, HSSPF) w okupowanej Polsce (w Poznaniu i Krakowie). Pełnomocnicy Lebensborn byli funkcjonariuszami RuSHA, Centrali Przesiedleń Niemców Etnicznych (niem. Volksdeutsche Mittelstelle, VoMi) lub innych instytucji niemieckich powiązanych zwykle z RuSHA. Dodatkowo pełnomocnikom przydzielano pracownicę Lebensborn wyszkoloną w centrali stowarzyszenia w Monachium. W Polsce funkcjonowało ogółem 5 ośrodków Lebensborn:
- Bydgoszcz – pierwsza na ziemiach polskich placówka Lebensborn, prawdopodobnie utworzona już w 1940 r. Placówka oprócz określonej statutem działalności uczestniczyła w grabieży mienia obywateli polskich[2] otrzymywanego od niemieckiej instytucji powierniczej Główny Urząd Powierniczy Wschód (niem. Haupttreuhandstelle Ost, HTO). Placówka została zlikwidowana w 1942 r.
- Kraków – oddział centrali Lebensbornu przy ul. Krupniczej 11 (wówczas Albrechtstrasse) koordynujący działalność innych placówek w Polsce. Oprócz bieżącej działalności centrala w Krakowie uczestniczyła w grabieży mienia obywateli polskich pochodzenia żydowskiego[2], m.in. z województwa krakowskiego. Mienie przydzielano następnie do poszczególnych ośrodków Lebensborn. Wyposażono w ten sposób „dom opieki” stowarzyszenia, nazwany „Markwald”, zlokalizowany prawdopodobnie na terenie Krakowa lub Generalnego Gubernatorstwa.
- Helenówek pod Łodzią – jeden z największych ośrodków Lebensbornu w Polsce utworzony w lecie 1941 w przedwojennym Żydowskim Domu Sierot. Do ośrodka, w którym stworzono bardzo dobre warunki pobytowe przywożono młode Niemki z terenu Rzeszy w wieku 15–18 lat[2]. Umieszczano w nim także kobiety i mężczyzn z Polski. Młodzież polską (zarówno kobiety i mężczyzn) o „odpowiednim wyglądzie” fizycznym zatrzymywano na ulicach lub pociągach, lub nakazano stawienie się w odpowiednim miejscu. Po przejściu odpowiednich badań rasowych prowadzonych przez lekarzy niemieckich umieszczano ich w „ośrodku poprawy rasy” prowadzonym przez Lebensborn, gdzie wymagano stosunków seksualnych[2]. W przypadku udanego zapłodnienia kobiety były wywożone do Rzeszy, gdzie miały urodzić dziecko. Na skutek zmuszania do obcowania płciowego wśród kobiet zdarzały się przypadki samobójstw[2]. W 1942 w ośrodku w Helenówku znajdowało się 500 osób (dziewcząt i chłopców), ośrodek działał do 1945[4].
- Otwock – ośrodek pod nazwą „Lebensborn Ostland” utworzony w połowie 1943 r. na bazie infrastruktury przedwojennych zakładów sanatoryjno-wypoczynkowych: sanatorium „Brijus” i Zakładu dla Nerwowo i Psychicznie Chorych Żydów „Zofiówka”[5]. Oba ośrodki, które zostały przejęte przez władze okupacyjne po likwidacji otwockiego getta w sierpniu 1942 roku[5] miały pomieścić ok. 100 matek i 150 dzieci stając się „wzorcowymi placówkami w Generalnym Gubernatorstwie prowadzonymi przez SS”. Urządzenia i wyposażenie dostarczono z ograbionego getta warszawskiego[2]. Zakład zajmował się również germanizacją dzieci polskich i przystosowaniem ich do adopcji w rodzinach niemieckich[2]. W tym celu utworzono szkołę, prowadzoną przez Narodowosocjalistyczne Towarzystwo Opieki Społecznej (niem. Nationalsozialistische Volkswohlfahrt e.V.(inne języki), NSV).

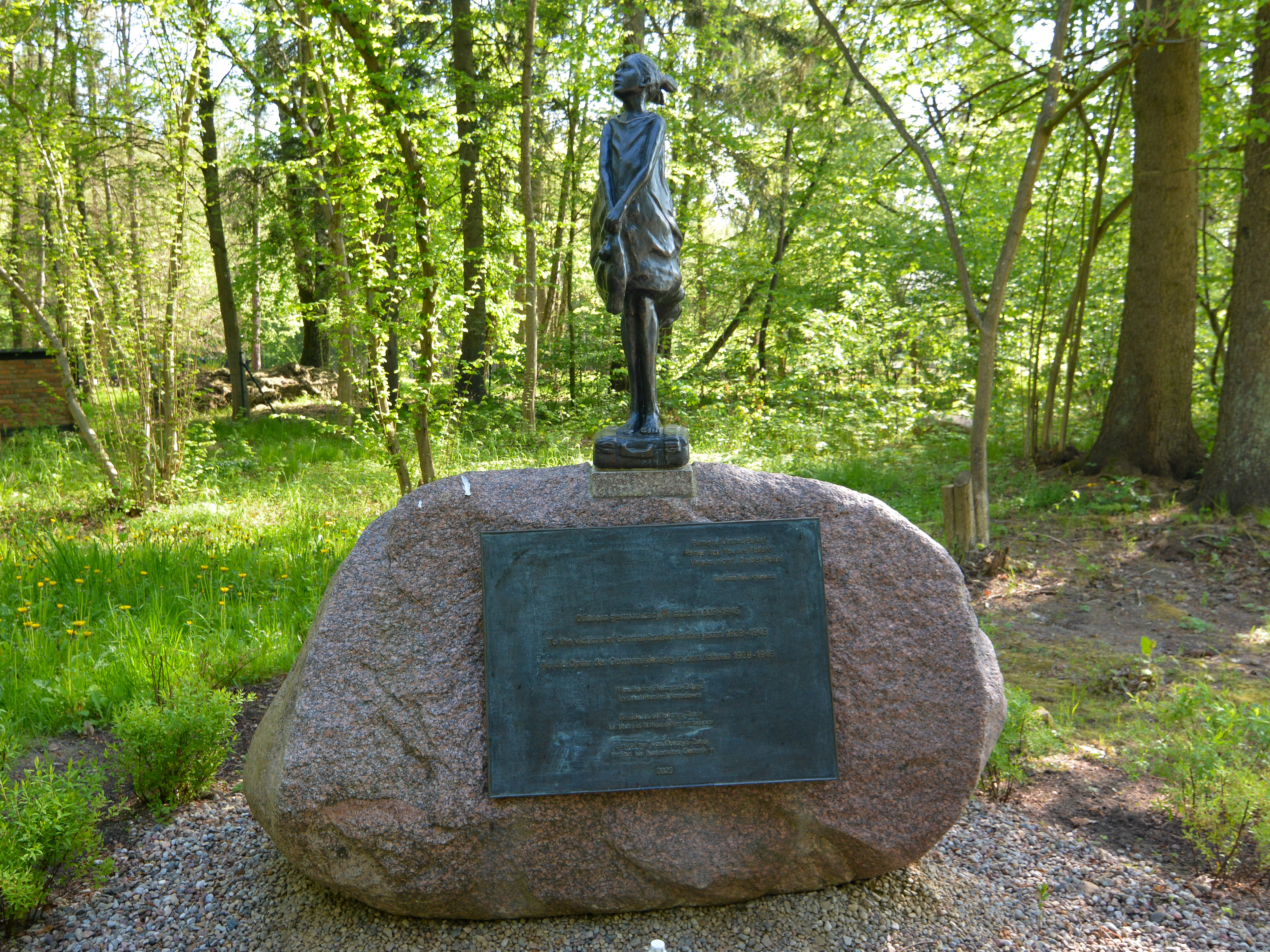
Pomnik polskich dzieci germanizowanych w ośrodku Lebensborn w Połczynie-Zdroju

- Połczyn-Zdrój – funkcjonował od kwietnia 1938 do lutego 1945 w położonym 2 km od centrum miasta obecnym sanatorium Borkowo, w którym dokonywano germanizacji dzieci pochodzących głównie z polskich rodzin. Kierowane były do niego dzieci z „zakładów przejściowych” (między innymi z Kalisza i Bruszkowa), które wcześniej zakwalifikowano do zniemczenia w wyniku badań rasowych, zdrowotnych i psychologicznych. Personel placówki sprowadzony został z Bawarii. Zakład posiadał trzy oddziały: kobiet ciężarnych, położniczy i małego dziecka. Dzieciom zmieniano dane osobowe, na miejscu wydawano nowy akt urodzenia, nadając im nową tożsamość. Całkowicie zakazywano mówić w języku polskim, a także kontaktować się z rodziną. W zakładzie obowiązywał system kar. W miarę postępu germanizacji, dzieci ocenione pozytywnie wywożono do specjalnych ośrodków w głąb Niemiec, skąd były od razu lub później oddawane rodzinom niemieckim. Germanizacji poddane były kilkuletnie dzieci. Metody działania zakładu z Połczyna wykorzystywano także wobec dzieci ukraińskich[6][7][8].
- Smoszew koło Krotoszyna – budowę ośrodka rozpoczęto z upoważnienia H. Himmlera. Jak określano w korespondencji niemieckiej miał to być „kombinat hodowlany”[2] dla matek Lebensbornu. Zaprojektowane osiedle nosiło nazwę „Lebensborn-Siedlung-Heimstätte” i miało docelowo obejmować 500 małych domków. Do 1945 zdołano wybudować jedynie 24.

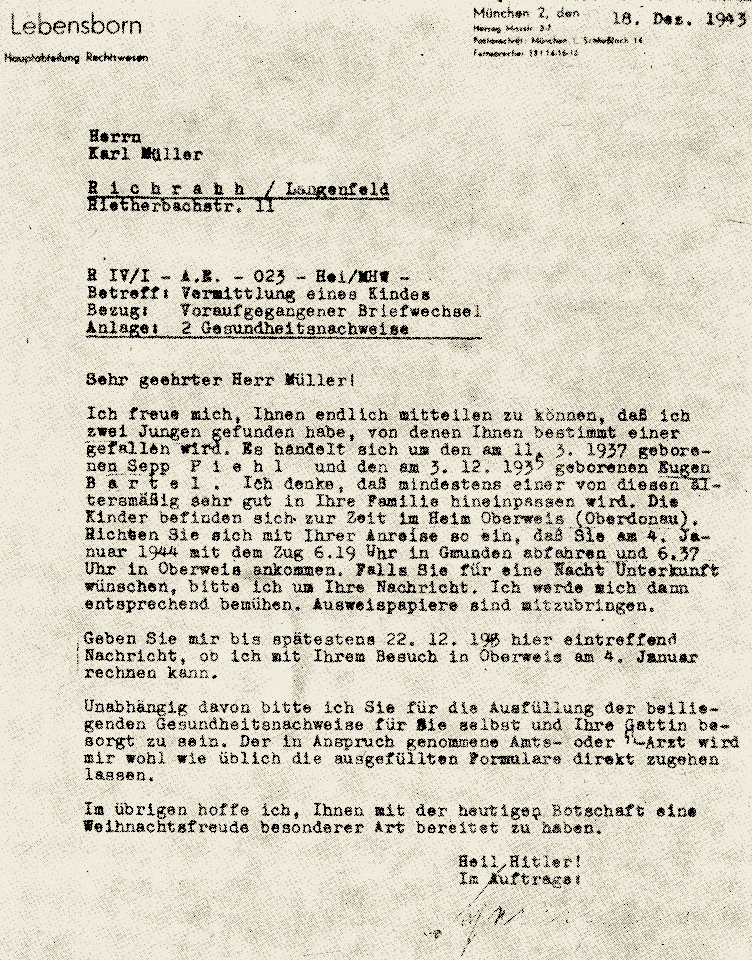
Pismo Lebensbornu z 18 grudnia 1943 do obywatela Niemiec Karola Müllera z zawiadomieniem, iż znaleziono dla niego dwóch chłopców (Sepp Piehl i Eugen Bartel), z których jednego będzie mógł sobie wybrać. Chłopiec wymieniony w piśmie, Eugen Bartel, to dziecko polskie, które RuSHA w Łodzi przeznaczył do „ponownego zniemczenia”, a Lebensborn sfałszował metrykę urodzenia przerabiając oryginalne nazwisko Eugeniusz Bartczak

## Pozostała działalność

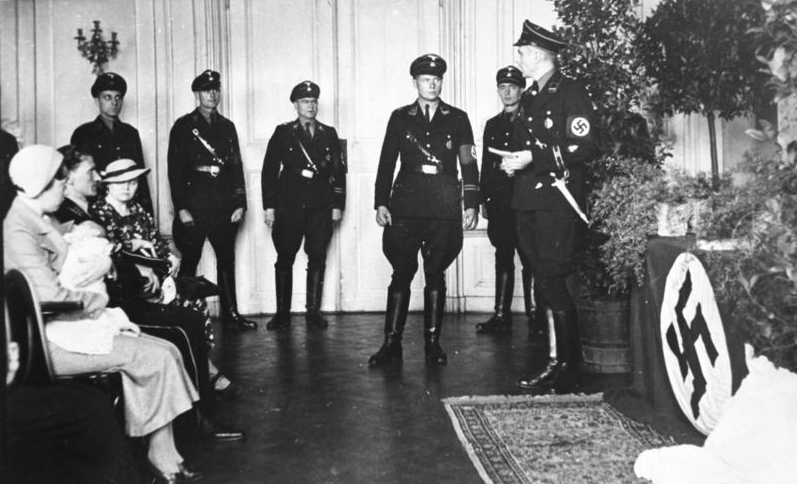
Ceremonia chrztu dziecka adoptowanego przez niemiecką rodzinę z ośrodka Lebensborn

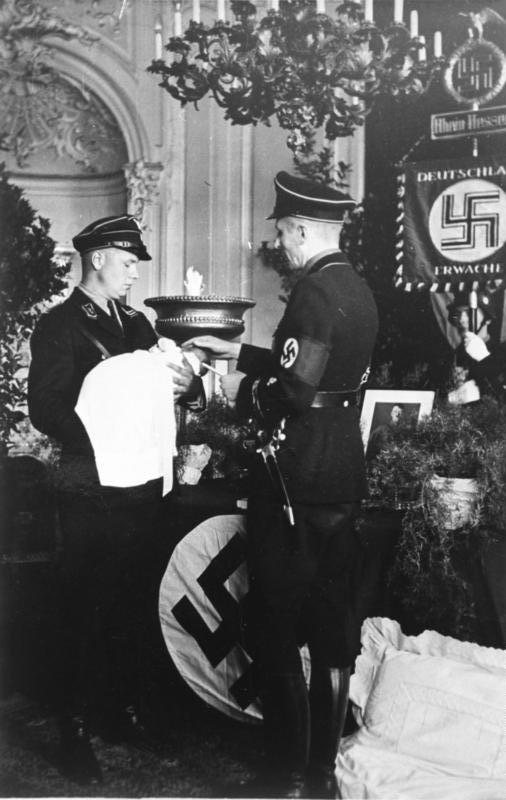
Chrzest dziecka z Lebensborn przed portretem Adolfa Hitlera

Oprócz oficjalnie deklarowanej działalności stowarzyszenie Lebensborn zajmowało się „rabunkiem wartościowej krwi” w ramach realizowanego na terenach okupowanych przez III Rzeszę programu rabunku dzieci. W jego wyniku przymusowo zgermanizowano według różnych szacunków od kilkudziesięciu do 200 tysięcy dzieci, głównie z okupowanych krajów Europy Wschodniej – w zakładach organizacji Lebensborn przebywały dziesiątki tysięcy dzieci polskich, rosyjskich, czeskich, ukraińskich, białoruskich i jugosłowiańskich, które następnie przekazywano do adopcji rodzinom niemieckim.
Stowarzyszenie do końca II wojny światowej prowadziło 18 ośrodków położniczych i wychowawczych (w tym 5 na terenie Polski – w Bydgoszczy, Krakowie, Helenówku pod Łodzią, Smoszewie i Otwocku) w których niemieckie kobiety (lub uznane za „wartościowe rasowo” kobiety innych narodowości pochodzące z krajów okupowanych, w tym z Polski) urodziły ok. 11 tysięcy dzieci. Kobiety w większości zostały zapłodnione przez SS-mannów. Niekiedy odbierano urodzone w Niemczech dzieci robotnic przymusowych i kierowano je do odpowiednich ośrodków Lebensborn. Podobnie postępowano z brzemiennymi matkami określonymi jako „szczególnie rasowo wartościowe”, które przekazywano do ośrodków „Lebensborn” na mocy odrębnego rozporządzenia z 27 lipca 1943. Istniały plotki rozpowszechniane zarówno podczas wojny, jak i po wojnie, że ośrodki Lebensborn były haremami dla wysokich funkcjonariuszy SS i NSDAP, którzy korzystali ze swobody seksualnej pod pozorem płodzenia „najwartościowszych rasowo” dzieci. Nie znaleziono jednak żadnych dowodów potwierdzających te pogłoski.

## Członkostwo
Członkiem Lebensborn mógł zostać każdy Niemiec odpowiedniego pochodzenia (tzw. aryjskiego). O przyjęciu decydował kierownik lokalnego oddziału stowarzyszenia na podstawie pisemnego wniosku. Składka roczna dla osoby fizycznej wynosiła 12 RM, a dla osoby prawnej 30 RM. Składki dla członków SS były znacznie wyższe, uzależnione od wieku i stopnia wojskowego, np. kawaler w randze Generała SS (niem. SS-Gruppenführer) płacił 250 RM miesięcznie. Zmiany w wysokości płaconych składek stopniowo się zwiększały w przypadku braku oczekiwanej aktywności – szeregowy członek Lebensborn był zobowiązany zawrzeć związek małżeński do 26. roku życia, jeżeli do 28. roku życia nie urodziło się dziecko, następowało zwiększenie składki. W przypadku braku dziecka do lat 30 następowały kolejno następne podwyżki. Pozostawanie kawalerem oznaczało uchylanie się od obowiązków wobec narodu. Po 1938 zwiększono kary dla członków Lebensborn nieposiadających dzieci (zgodnie z którymi z pensji członków SS potrącono pewien procent, stosownie do ich rangi i liczby posiadanych dzieci), np. nie płacił kary finansowej SS-mann poniżej 26. roku życia i mający czworo dzieci, kawaler 34-letni w stopniu SS-Brigadeführera płacił już 5,75%, a SS-Obergruppenführer 6,75% otrzymywanego wynagrodzenia. W 1939 stowarzyszenie Lebensborn posiadało 15 777 członków, w większości pochodzących z SS. Od 1942 wprowadzono obowiązkowe członkostwo dla wszystkich członków SS, od stopnia Hauptsturmführera do Gruppenführera. Pod koniec II wojny światowej liczba członków organizacji wzrosła do 17 tys. osób.

## Finansowanie
Stowarzyszenie Lebensborn miało utrzymywać się wyłącznie ze składek członkowskich, początkowo finansowanie odbywało się ze składek potrącanych z żołdu funkcjonariuszy SS. Wysokość składki była zależna od stanu rodzinnego: najwyższą składkę płacili nieżonaci oraz żonaci bezdzietni, ojcowie 4 i więcej dzieci byli zwolnieni ze składki. W praktyce jednak skala działalności uniemożliwiała zaspokojenie potrzeb finansowych z tego źródła (mimo zwiększania wysokości składek i obowiązkowego członkostwa dla korpusu oficerskiego SS, wprowadzonego w 1942), a stowarzyszenie nie posiadało żadnego kapitału zakładowego. Środki trwałe i obrotowe wpływały do stowarzyszenia zarówno z funduszy państwowych, jak i przedsiębiorstw prywatnych. Pertraktacje zarządu Lebensbornu z NSDAP pozwoliły uzyskać od połowy lat 30. aż do końca II wojny światowej średnio 1 milion marek dotacji rocznie z funduszu partii nazistowskiej. Od początku lat 40. Lebensborn był wspierany dotacjami z Ministerstwa Finansów Rzeszy, za pośrednictwem Komisarza Rzeszy do Spraw Umocnienia Niemieckości (niem. Reichskomissar für die Festigung deutschen Volkstums, RKFDV – od 7 listopada 1939 był nim H. Himmler), w 1942 wyniosły one również ok. 1 mln marek.
Dodatkowo stowarzyszenie wspierane było funduszami przekazywanymi od Narodowosocjalistycznego Towarzystwa Opieki Społecznej (niem. Nationalsozialistische Volkswohlfahrt e.V., NSV), oraz niemieckich firm prywatnych (m.in. 200 tys. marek rocznie przekazywało przedsiębiorstwo Deutsche Versuchsanstalt, a 150 tys. przedsiębiorstwo Leibl GmbH.), instytucji powierniczych zarządzających zagrabionym mieniem prywatnym na terytoriach okupowanych lub anektowanych (istotny składnik stanowiło mienie należące do Żydów) oraz innych pomniejszych organizacji nazistowskich.
W 1942 wprowadzono dodatkowo finansowanie z części zarobków więźniów obozów koncentracyjnych na mocy porozumienia z Głównym Urzędem Gospodarczo-Administracyjnym SS (niem. SS-Wirtschafts-Verwaltungs-Hauptamt, WVHA), który m.in. zajmował się wynajmowaniem więźniów do pracy przymusowej w firmach i koncernach niemieckich. Planowano, iż wysokość środków finansowych potrącanych z wynagrodzeń więźniów obozów koncentracyjnych pozwoli uzyskać 1,5 do 2 mln marek rocznie. W 1945 na zablokowanych przez aliantów kontach bankowych Lebensbornu znajdowało się ponad 50 milionów marek.

## Procesy norymberskie

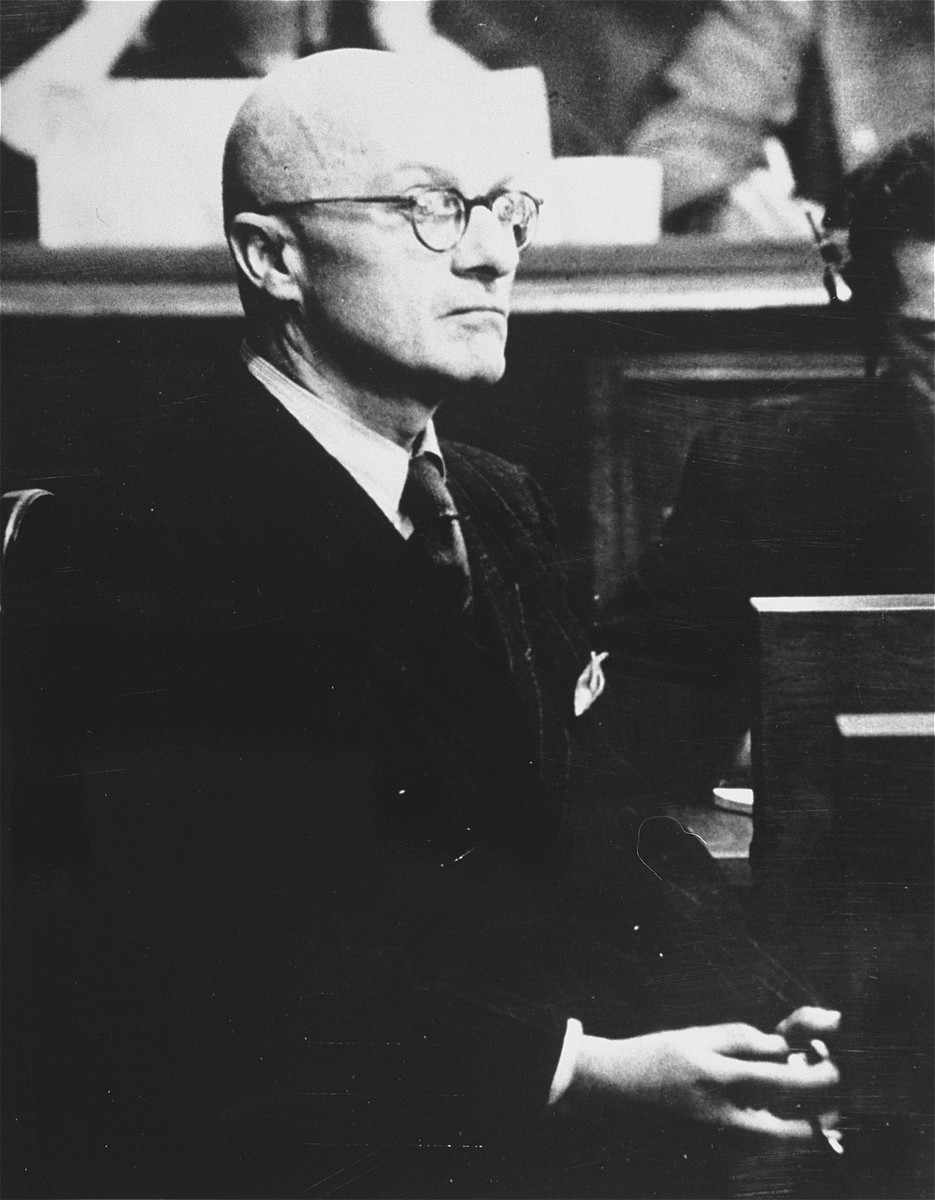
Szef wydziału zdrowia Lebensborn Gregor Ebner w Procesie RuSHA

Po wojnie, podczas procesów norymberskich w latach 1947–1948, Amerykański Trybunał Wojskowy w Norymberdze wystąpił z oskarżeniem przeciwko organizacji Lebensborn o zbrodnie przeciwko ludzkości, grabież mienia prywatnego i publicznego (głównie pochodzącego z polskich i żydowskich szpitali) oraz przynależność do organizacji uznanej przez Międzynarodowy Trybunał Wojskowy za przestępcze. Działalnością Lebensborn zajął się ósmy proces norymberski tzw. Proces RuSHA (niem. „Volkstumsprozess” – dosł. „proces o ludowość”, zaś oficjalnie znany jako proces „USA przeciw Ulrichowi Greifeltowi i innym”). Ostatecznie całe kierownictwo organizacji (Max Sollmann, Gregor Ebner oraz Günther Tesch) zostało zwolnione z obowiązku odbywania kary, zaś jedyna kobieta postawiona przed sądem, Inge Viermetz, otrzymała uniewinnienie 2. klasy: „z braku dowodów”.
W procesie, jako świadków, wysłuchano także pięcioro obywateli polskich, w tym troje dzieci. Grupa ta wyjechała do Norymbergi pod opieką Romana Hrabara, pełnomocnika Ministerstwa Pracy i Opieki Społecznej ds. repatriacji dzieci polskich z Niemiec. Z osób dorosłych byli to Zygmunt Klukowski (autor „Dziennika z lat okupacji Zamojszczyzn, 1939-1945”), Leokadia Szymańska (prowadząca badania nad problemem funkcjonowania w tym mieście tzw. „Urzędu Rasowego” Rassenamt) oraz troje dzieci: 11-letni Sławomir Gadomski z Zamojszczyzny, 14-letnia Barbara Mikołajczykówna z Łodzi oraz Krystyna Antczakówna.
W wyroku z 10 marca 1948 sąd uznał Lebensborn za „instytucję opiekuńczą”. Sąd nie skazał osób odpowiedzialnych za akcję rabunku dzieci i przymusowe odbieranie dzieci kobietom z obozów koncentracyjnych. Decyzję tę po uznaniu przez część środowisk prawniczych za skandaliczną zakwestionował w 1950 niemiecki Trybunał Denazyfikacyjny w Monachium, uznając całość działalności Lebensborn za zbrodniczą.